# Pisuri
Pisuri (gr. Πισσούρι) – wieś w Republice Cypryjskiej, w dystrykcie Limassol. W 2011 roku liczyła 1819 mieszkańców.